# 御夫座δ流星雨
御夫座δ流星雨（英語：Delta Aurigids），是一个近期才被确认的新流星雨，过去一直被认为是9月英仙座流星雨的一部分，其活跃期大概是每年的9月18日到10月21日，极大日仍然有分歧，大约在每年的10月6日到10月15日（也有说法认为是在9月29日左右），辐射点位于御夫座δ（八穀一）附近，在天球上的赤道座标大约是赤经84.8度，赤纬+51.9度，ZHR大约为5，并不适合公众观测。